# Sestra humeraria
Sestra humeraria är en fjärilsart som beskrevs av Hudson 1898. Sestra humeraria ingår i släktet Sestra och familjen mätare. Inga underarter finns listade i Catalogue of Life.